# Tomomi Mijamotoová
Tomomi Mijamotoová (japonsky 宮本 ともみ, * 31. prosince 1978 Sagamihara) je bývalá japonská fotbalistka.

## Reprezentační kariéra
Za japonskou reprezentaci v letech 1997 až 2007 odehrála 77 reprezentačních utkání. Byla členkou japonské reprezentace i na Mistrovství světa ve fotbale žen 1999, 2003, 2007 a Letních olympijských hrách 2004.

## Statistiky
| Japonsko | Japonsko | Japonsko |
| Roky     | Záp.     | Góly     |
| -------- | -------- | -------- |
| 1997     | 6        | 2        |
| 1998     | 10       | 1        |
| 1999     | 14       | 2        |
| 2000     | 0        | 0        |
| 2001     | 0        | 0        |
| 2002     | 7        | 1        |
| 2003     | 14       | 3        |
| 2004     | 9        | 2        |
| 2005     | 0        | 0        |
| 2006     | 1        | 0        |
| 2007     | 16       | 2        |
| Celkem   | 77       | 13       |

## Úspěchy

### Reprezentační
- Mistrovství Asie:  1997